# Campionato Supercars
Il campionato Supercars (nome ufficiale Virgin Australia Supercars Championship) è il campionato turismo australiano ed è disciplinato dalla Fédération Internationale de l'Automobile (FIA). È molto seguito in Australia, dove attira anche 250.000 spettatori nei fine settimana più prestigiosi (come quello di Adelaide), ma anche in nazioni come Nuova Zelanda ed è in costante crescita in tutto il mondo.

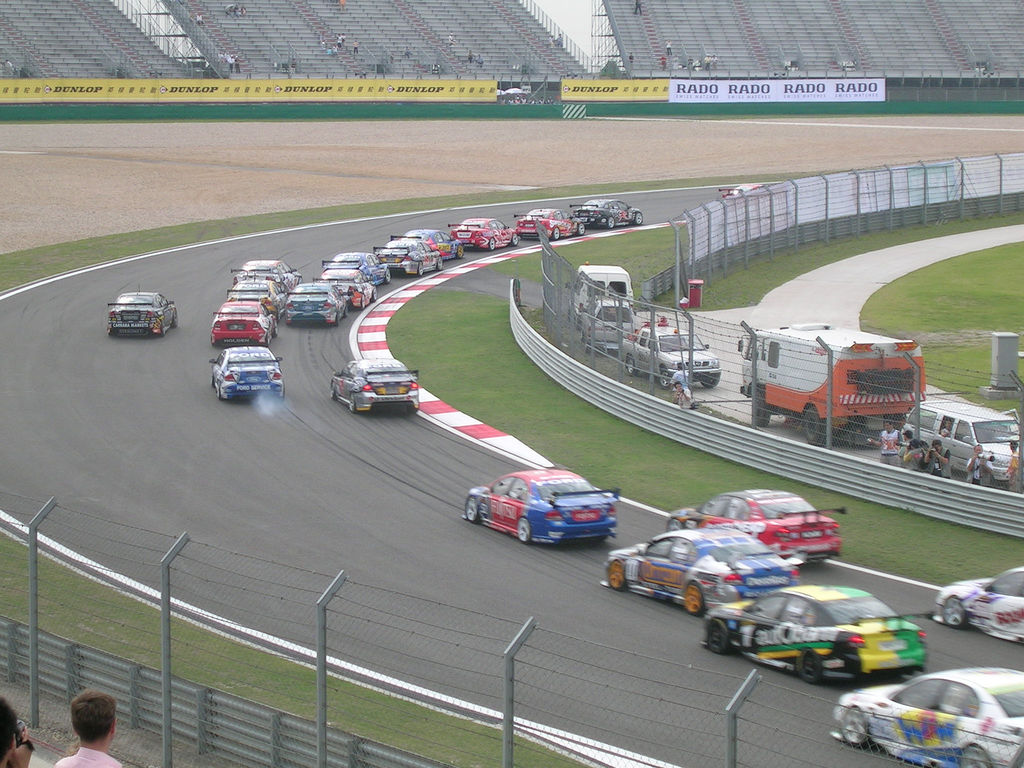
La partenza delle V8 Supercars a Shanghai, nel 2005

Le gare si svolgono in tutti gli Stati e territori dell'Australia (ad eccezione dei territori di Canberra e di Jarvis Bay), e almeno una tappa si tiene all'estero, col tradizionale appuntamento neozelandese a Pukekohe; tappe extra-oceaniche si sono svolte in Bahrein e ad Abu Dhabi.
I circuiti più famosi e conosciuti al mondo, di quelli presenti nel campionato, sono Phillip Island, Adelaide, Bathurst, Barbagallo, Symmons Plains, Eastern Creek e Surfers Paradise.
Le case automobilistiche che prendono parte al campionato fin dall'inizio sono la divisione australiana della Ford con la Falcon e la Holden (gruppo General Motors) con la Commodore. Dal 2013 partecipano anche Nissan con la Altima e, per un periodo molto breve, Mercedes e Volvo. Dopo che la Ford ha annunciato che non avrebbe più prodotto auto in Australia, la Falcon è stata sostituita dalla Mustang; similmente la Holden ha portato in pista una Commodore che è una versione leggermente modificata della Opel Insignia, ma dopo la chiusura del marchio da parte della GM, è stata sostituita dalla Chevrolet Camaro.

## Albo d'oro
| Anno | Pilota campione     | Vettura                                     | Scuderia campione             | Costruttore campione |
| ---- | ------------------- | ------------------------------------------- | ----------------------------- | -------------------- |
| 1997 | Glenn Seton         | Ford Falcon (EL)                            | -                             | -                    |
| 1998 | Craig Lowndes       | Holden Commodore (VS) Holden Commodore (VT) | -                             | -                    |
| 1999 | Craig Lowndes       | Holden Commodore (VS) Holden Commodore (VT) | Holden Racing Team            | -                    |
| 2000 | Mark Skaife         | Holden Commodore (VT)                       | Holden Racing Team            | Holden               |
| 2001 | Mark Skaife         | Holden Commodore (VX)                       | Holden Racing Team            | Holden               |
| 2002 | Mark Skaife         | Holden Commodore (VX)                       | Holden Racing Team            | Holden               |
| 2003 | Marcos Ambrose      | Ford Falcon (BA)                            | Holden Racing Team            | Ford                 |
| 2004 | Marcos Ambrose      | Ford Falcon (BA)                            | Stone Brothers Racing         | Holden               |
| 2005 | Russell Ingall      | Ford Falcon (BA)                            | Stone Brothers Racing         | Ford                 |
| 2006 | Rick Kelly          | Holden Commodore (VZ)                       | HSV Dealer Team               | Ford                 |
| 2007 | Garth Tander        | Holden Commodore (VE)                       | HSV Dealer Team               | Holden               |
| 2008 | Jamie Whincup       | Ford Falcon (BF)                            | Triple Eight Race Engineering | Ford                 |
| 2009 | Jamie Whincup       | Ford Falcon (FG)                            | Holden Racing Team            | Ford                 |
| 2010 | James Courtney      | Ford Falcon (FG)                            | Triple Eight Race Engineering | Holden               |
| 2011 | Jamie Whincup       | Holden Commodore (VE)                       | Triple Eight Race Engineering | Holden               |
| 2012 | Jamie Whincup       | Holden Commodore (VE)                       | Triple Eight Race Engineering | Holden               |
| 2013 | Jamie Whincup       | Holden Commodore (VF)                       | Triple Eight Race Engineering | Holden               |
| 2014 | Jamie Whincup       | Holden Commodore (VF)                       | Triple Eight Race Engineering | Holden               |
| 2015 | Mark Winterbottom   | Ford Falcon (FG X)                          | Triple Eight Race Engineering | Holden               |
| 2016 | Shane van Gisbergen | Holden Commodore (VF)                       | Triple Eight Race Engineering | Holden               |
| 2017 | Jamie Whincup       | Holden Commodore (VF)                       | Triple Eight Race Engineering | Holden               |